# Ebbsfleet United Football Club
Maillots
Actualités
L'Ebbsfleet United Football Club est un club de football anglais basé à Gravesend et Northfleet, autrefois connu sous le nom de Gravesend & Northfleet Football Club. 
Le club évoluera depuis la saison 2023-2024 en National League (cinquième division anglaise).
Le mot « Ebbsfleet » est tiré de la vallée du même nom, près de Londres, au sein de laquelle est située la gare internationale d'Ebbsfleet, l'un des terminus de la ligne de l'Eurostar « Paris / Londres ».

## Histoire
Le 13 novembre 2007, MyFootballClub, une société basée sur Internet, a annoncé un accord de principe pour racheter le club d'Ebbsfleet United F.C afin d'y développer un projet de Football Participatif. 
Une fois l'achat effectué, les membres cotisants de MyFootballClub pourront voter sur des décisions matérielles affectant le club, incluant la composition de l'équipe fanion lors des matchs et les transferts. 
Mai 2013, le club est acheté par KEH Sports Ltd, un groupe koweïtien.

## Repères historiques
- 1946 : fondation du club par la fusion de Northfleet United F.C (fondé en 1890) et de Gravesend United F.C (fondé en 1893).
- 2007 : le club est renommé Ebbsfleet United F.C
- 2007 : un accord de principe est trouvé avec MyFootballClub pour que les membres cotisants de ce site internet puissent racheter le club.
- 23 janvier 2008 : le club annonce officiellement sur son site internet le rachat du club (75 % des parts) par MyFootballClub.co.uk. Le choix de Ebbsfleet United F.C a été approuvé par 95,89 % des membres cotisants du site internet de MyFootballClub, qui auront le droit d'avoir leur mot à dire sur la composition de l'équipe fanion, les transferts, etc.[1]
- À l'issue de la saison 2016-2017, le club est promu en National League (cinquième division anglaise).
- À l'issue de la saison 2024-2025, le club est rélegué en National League South (sixième division anglaise).

## Palmarès
- National League South :
  - Champions: 2023

- FA Trophy :
  - Vainqueur : 2008